# 天主教澳門教區主教列表

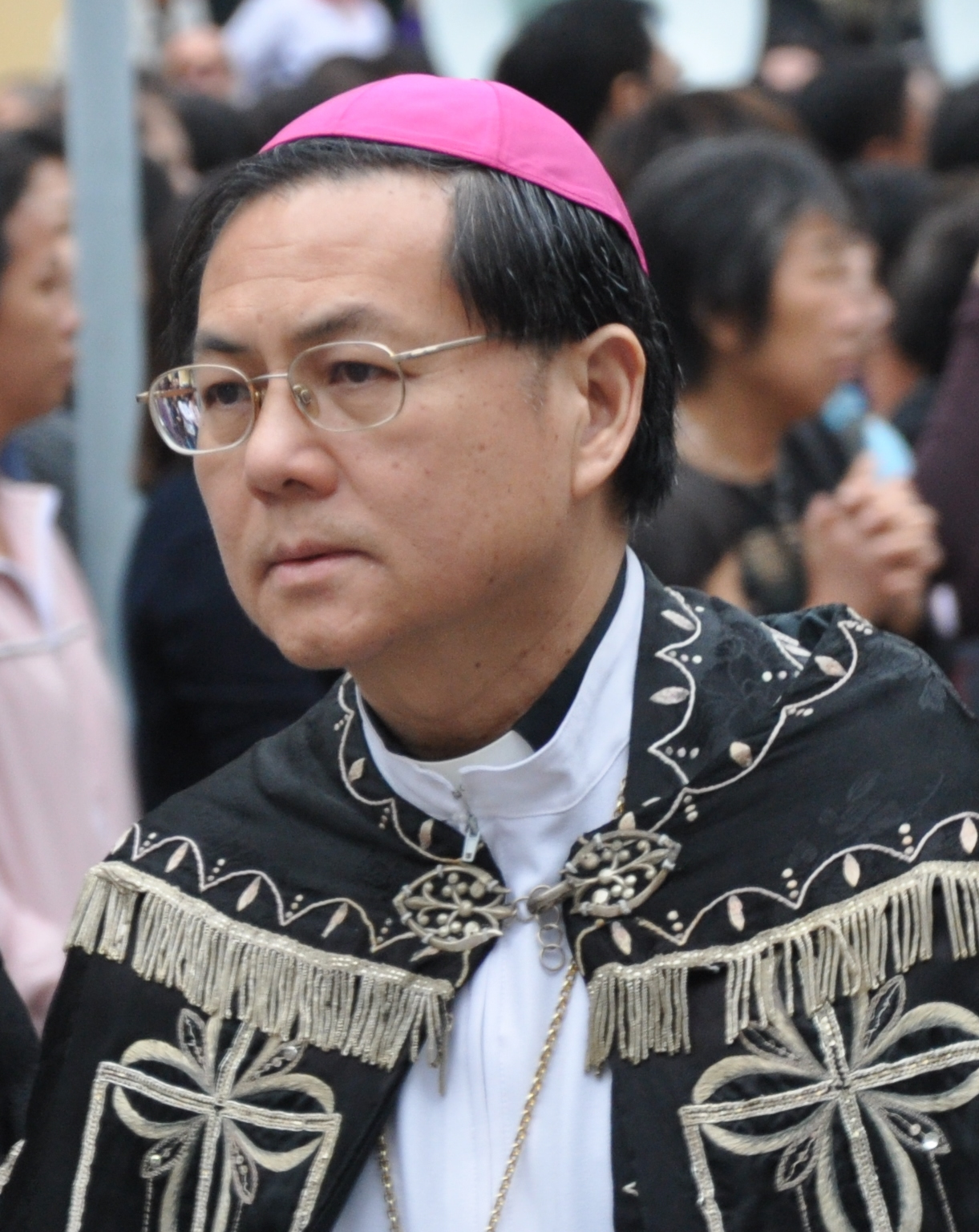
黎鴻昇是天主教澳門教區榮休主教

天主教澳門教區由教宗額我略十三世於1576年1月26日頒發詔書成立。在此以前賈耐勞已經以天主教尼西亞教區領銜主教身份在澳門服務，他此後服務到1581年，故成為天主教澳門教區首任正權主教；而現任天主教澳門教區正權主教為李斌生。
在教義上，世界各地的主教都是被視為宗徒繼承的傳遞者，由聖神（Holy Spirit）挑選並透過人類即教宗在適當時委任，因而天主教澳門教區的主教也不例外。被委任的天主教澳門教區正權主教是作為基督及教宗委派於天主教澳門教區的代表（拉丁語：vicar）；他除了在教宗職權的領導下負責分擔天主教澳門教區的職責外，還需負責牧靈及慈善等工作。
天主教澳門教區的管轄範圍在成立初期包括整個中國、日本、香港、朝鮮半島及鄰近島嶼；及後由於傳教工作的發展及實際需要，教廷成立了不少於600個天主教教區。現時，天主教澳門教區的管轄範圍只局限於澳門半島、氹仔及路環，共有9個堂區。
至目前為止，沒有一名天主教澳門教區主教在任內被擢升為總主教或樞機；而德維智羅斯及高若瑟則在因擢升為總主教而離任天主教澳門教區主教一職。下列為天主教澳門教區歷任主教列表。

## 列表
| 任 | 中文姓名或譯名 葡萄牙文姓名 | 出生日期                    | 委任日期       | 祝聖主教職日期 | 正式就位日期  | 離任日期       | 離世日期                   | 備注          |
| -- | --------------------------- | --------------------------- | -------------- | -------------- | ------------- | -------------- | -------------------------- | ------------- |
| 1  | 賈耐勞 , SJ                 | 1519年 · 葡萄牙             | 1556年         | 1560年12月15日 | 1576年        | 1581年         | 1583年8月19日 · 葡屬澳門   | [ 5 ]         |
| 2  | 華倫他 , SJ                 | 1568年 · 葡萄牙             | 1630年         | 1618年         | 1630年        | 1633年10月22日 | 1633年10月22日 葡屬澳門    |               |
| 3  | 嘉素 , OSA                  | 1641年 · 葡萄牙             | 1690年4月10日  | 不詳           | 1692年        | 1735年9月20日  | 1735年9月20日 葡屬澳門     | [ 6 ]         |
| 4  | 德維智羅斯 , OSA            | 1684年1月9日 · 葡萄牙       | 1724年         | 1727年12月7日  | 1735年9月20日 | 1739年2月11日  | 1741年4月19日              | [ 7 ]         |
| 5  | 羅沙 , OFM                  | 1693年3月1日 · 葡萄牙       | 1739年2月11日  | 1741年3月5日   | 1742年        | 1752年8月18日  | 1764年3月30日 · 葡萄牙王國 | [ 8 ]         |
| 6  | 孟定士                      | 1720年8月23日 · 葡萄牙王國  | 1753年1月29日  | 1753年7月25日  | 1754年        | 1772年6月14日  | 1799年3月7日 · 葡萄牙王國  | [ 9 ]         |
| 7  | 祁羅沙                      | 1727年7月21日 · 葡萄牙王國  | 1772年7月13日  | 1773年9月19日  | 1774年        | 1782年         | 1799年2月17日 · 葡萄牙王國 | [ 10 ]        |
| 8  | 施利華                      | 1749年1月16日 · 葡萄牙王國  | 1789年7月15日  | 1790年1月7日   | 1791年        | 1802年9月16日  | 1830年6月11日 · 葡萄牙王國 | [ 11 ]        |
| 9  | 賈定諾 , OFM                | 1769年4月18日 · 葡萄牙王國  | 1802年12月20日 | 1803年3月27日  | 1803年        | 1804年8月20日  | 1831年7月15日              | [ 12 ]        |
| 10 | 查善 , OFM                  | 1767年9月15日 · 葡萄牙王國  | 1804年3月26日  | 1804年11月     | 1805年        | 1828年1月31日  | 1828年1月31日 · 葡屬澳門   | [ 13 ]        |
| 11 | 栢朗古 , CM                 | 1777年 · 葡萄牙王國         | 1841年11月25日 | 不詳           | 1841年        | 1845年3月28日  | 1845年3月28日 · 葡屬澳門   | [ 14 ]        |
| 12 | 馬他 , CM                   | 1804年12月18日 · 葡萄牙王國 | 1843年11月19日 | 1846年12月21日 | 1845年3月28日 | 1862年9月25日  | 1865年5月5日 · 葡萄牙王國  | [ 15 ]        |
| 13 | 蘇沙                        | 1814年11月5日 · 葡萄牙王國  | 1873年6月25日  | 1874年12月17日 | 1877年        | 1883年8月9日   | 1887年9月7日 · 葡萄牙王國  | [ 16 ]        |
| 14 | 明德祿                      | 1846年10月15日 · 葡萄牙王國 | 1884年8月29日  | 不詳           | 1884年        | 1897年1月7日   | 1897年1月7日 帝汶          | [ 17 ]        |
| 15 | 嘉惠勞                      | 1844年9月16日 · 葡萄牙王國  | 1897年2月4日   | 1897年8月29日  | 1897年        | 1902年6月9日   | 1904年4月24日 · 葡萄牙王國 | [ 18 ]        |
| 16 | 鮑理諾                      | 1852年2月4日 · 葡萄牙王國   | 1902年6月9日   | 1902年12月27日 | 1902年        | 1918年2月17日  | 1918年2月17日 · 葡屬澳門   | [ 19 ]        |
| 17 | 高若瑟                      | 1880年3月15日 · 葡萄牙王國  | 1920年11月20日 | 1921年11月20日 | 1920年        | 1940年12月11日 | 1976年11月29日 義大利      | [ 20 ]        |
| 18 | 羅若望 , SJ                 | 1890年1月8日 · 葡萄牙王國   | 1942年9月24日  | 1942年11月6日  | 1942年        | 1953年         | 1958年2月26日 · 葡萄牙     | [ 21 ]        |
| 19 | 高德華                      | 1908年2月22日 · 葡萄牙王國  | 1954年1月29日  | 1950年6月29日  | 1954年        | 1960年11月21日 | 1984年1月4日 · 葡萄牙      | [ 22 ]        |
| 20 | 戴維理                      | 1920年1月25日 · 葡萄牙      | 1961年8月19日  | 1961年9月21日  | 1961年        | 1973年6月12日  | 1973年6月12日 葡萄牙       | [ 23 ]        |
| 21 | 高秉常                      | 1924年7月8日 · 葡萄牙       | 1976年1月20日  | 1976年3月25日  | 1976年        | 1988年10月6日  | 2016年9月12日 · 葡萄牙     | [ 24 ]        |
| 22 | 林家駿                      | 1928年4月9日 · 英屬香港     | 1987年5月26日  | 1987年9月8日   | 1988年10月6日 | 2003年6月30日  | 2009年7月27日 · 澳門       | [ 25 ]        |
| 23 | 黎鴻昇                      | 1946年2月14日 · 葡屬澳門    | 2001年3月20日  | 2001年6月2日   | 2003年6月30日 | 2016年1月16日  | 仍然在世                   | [ 26 ] [ 27 ] |
| 24 | 李斌生                      | 1956年11月10日 · 英屬香港   | 2016年1月16日  | 2014年8月29日  | 2016年1月23日 | 現任           | 仍然在世                   |               |

## 備註
1. 1 2 3 4 5 6  因辭任而離任[4]
2. ↑  1623年被委任為署理主教[4]
3. ↑  天主教日本府內主教[4]
4. 1 2 3 4 5 6 7  因離世而離任[4]
5. ↑  履新[4]
6. ↑  委任為輔理主教[4]
7. 1 2 3 4 5  真除[4]
8. ↑  1738年就職[4]
9. ↑  被擢升為果亞教區總主教[4]
10. ↑  被調至巴西
11. ↑  1765年離澳[4]
12. ↑  1791年到澳門[4]
13. ↑  被擢升為天主教果亞教區助理總主教[4]
14. 1 2 3  委任為助理主教[4]
15. 1 2  被調至葡萄牙[4]
16. ↑  調至亞速爾群島[4]
17. ↑  被擢升為東印度宗主教（英语：Patriarch of the East Indies）[4]
18. ↑  祝聖為天主教波爾圖教區輔理主教[4]
19. ↑  1963年及1965年為署理主教；1973年6月14日被選為代理主教[4]
20. 1 2 3  因退休而離任，現為天主教澳門教區榮休主教[4]

### 引用
1. 1 2  . 梵蒂岡: 梵蒂岡出版社. 1993.
2. ↑  . http://frpat.com.   [2010年5月28日]. （原始内容存档于2018年9月29日）. 外部链接存在于|publisher= (帮助)
3. ↑  謝德恩（林家駿為原作者）; 劉鈺馨、何劉一星. . 澳門: 澳門教區社會傳播中心. 2006. ISBN 9993787701.
4. 1 2 3 4 5 6 7 8 9 10 11 12 13 14 15 16 17 18 19 20  謝德恩（林家駿為原作者）; 劉鈺馨、何劉一星. . 澳門: 澳門教區社會傳播中心. 2006. ISBN 9993787701.
5. ↑  . Catholic-Hierarchy.   [2010年5月19日]. （原始内容存档于2020年10月31日）.
6. ↑  . Catholic-Hierarchy.   [2010年5月19日]. （原始内容存档于2020年11月26日）.
7. ↑  . Catholic-Hierarchy.   [2010年5月19日]. （原始内容存档于2020年11月6日）.
8. ↑  . Catholic-Hierarchy.   [2010年5月19日]. （原始内容存档于2020年12月5日）.
9. ↑  . Catholic-Hierarchy.   [2010年5月19日]. （原始内容存档于2020年12月13日）.
10. ↑  . Catholic-Hierarchy.   [2010年5月19日]. （原始内容存档于2020年12月5日）.
11. ↑  . Catholic-Hierarchy.   [2010年5月19日]. （原始内容存档于2020年12月4日）.
12. ↑  . Catholic-Hierarchy.   [2010年5月19日]. （原始内容存档于2021年1月17日）.
13. ↑  . Catholic-Hierarchy.   [2010年5月19日]. （原始内容存档于2021年1月17日）.
14. ↑  . Catholic-Hierarchy.   [2010年5月19日]. （原始内容存档于2020年10月20日）.
15. ↑  . Catholic-Hierarchy.   [2010年5月19日]. （原始内容存档于2020年10月31日）.
16. ↑  . Catholic-Hierarchy.   [2010年5月19日]. （原始内容存档于2020年10月31日）.
17. ↑  . Catholic-Hierarchy.   [2010年5月19日]. （原始内容存档于2021年1月16日）.
18. ↑  . Catholic-Hierarchy.   [2010年5月19日]. （原始内容存档于2020年10月31日）.
19. ↑  . Catholic-Hierarchy.   [2010年5月19日]. （原始内容存档于2020年10月31日）.
20. ↑  . Catholic-Hierarchy.   [2010年5月19日]. （原始内容存档于2020年12月3日）.
21. ↑  . Catholic-Hierarchy.   [2010年5月19日]. （原始内容存档于2020年7月5日）.
22. ↑  . Catholic-Hierarchy.   [2010年5月19日]. （原始内容存档于2021年1月15日）.
23. ↑  . Catholic-Hierarchy.   [2010年5月19日]. （原始内容存档于2020年11月5日）.
24. ↑  . Catholic-Hierarchy.   [2010年5月19日]. （原始内容存档于2020年10月31日）.
25. ↑  . Catholic-Hierarchy.   [2010年1月14日]. （原始内容存档于2009年12月19日）.
26. ↑  . 天主教澳門教區.   [2010年5月19日]. （原始内容存档于2011年1月22日）.
27. ↑  . Catholic-Hierarchy.   [2010年5月19日]. （原始内容存档于2009年8月13日）.